# Pterostoma palpina
Pterostoma palpina é uma espécie de insetos lepidópteros, mais especificamente de traças, pertencente à família Notodontidae.
A autoridade científica da espécie é Clerck, 1759, tendo sido descrita no ano de 1759.
Trata-se de uma espécie presente no território português.